# Фолештій-де-Сус
Фолештій-де-Сус (рум. Foleștii de Sus) — село у повіті Вилча в Румунії. Входить до складу комуни Томшань.
Село розташоване на відстані 176 км на північний захід від Бухареста, 24 км на захід від Римніку-Вилчі, 87 км на північ від Крайови, 136 км на південний захід від Брашова.

## Населення
За даними перепису населення 2002 року у селі проживали 729 осіб, усі — румуни. Усі жителі села рідною мовою назвали румунську.